# Paul Bonatz
Paul Bonatz (6 décembre 1877 – 20 décembre 1956) fut un architecte allemand, membre de l'École de Stuttgart (de) et professeur à l'université technique de cette ville durant une partie de la Seconde Guerre mondiale.

## Biographie
Paul Bonatz naît le 6 décembre 1877, à Solgne, alors commune de l'Alsace-Lorraine, son père était fonctionnaire allemand et sa mère luxembourgeoise. Il fait son lycée à l'Humanistisches Gymnasium de Haguenau en 1896. En 1900, il termine ses études d'architecture à l'université technique de Munich. Stylistiquement, il était en faveur d'une simplification radicale du style néoroman comme il le fit pour la gare centrale de Stuttgart en 1927 ou pour le musée d'art de Bâle en 1936. Mais il ne se considérait pas comme un styliste. Paul Bonatz fut initié par Theodor Fischer ; à la différence de ce dernier, il ne rejoignit jamais le parti nazi. Il accepta le poste d'expert architectural et conseiller de Fritz Todt, l'inspecteur général du département allemand des routes. Ce travail lui donna d'immenses commandes relatives aux infrastructures du Troisième Reich, dont deux ponts autoroutiers majeurs et de nombreux autres ponts, ainsi que la grande gare de chemin de fer prévue pour Munich.
Le gouvernement essaya de faire bon usage du talent et de la réputation de Paul Bonatz, mais il était, politiquement parlant, difficile à gérer. Il détestait par exemple la rénovation faite par Paul Troost de la place royale de Munich et le fit savoir. C'était une erreur politique alors que Troost était (selon Albert Speer) le mentor architectural et un ami personnel de Hitler. À cause de ses opinions exprimées, la police fit par deux fois des enquêtes sur Bonatz, l'accusant d'aider les Juifs et d'être ouvertement critique envers Hitler.
Paul Bonatz appartenait à la catégorie des architectes qui étaient approuvés par le NSDAP, le parti nazi défendant une approche architecturale conservatrice, nationaliste et emprunte d'historicismes, incarnée par des architectes comme Theodor Fischer, Heinrich Tessenow ou German Bestelmeyer. Les nazis attaquant l'architecture moderne d'avant-garde vue comme bolchévique, ils élevèrent ces figures conservatrices de l'architecture au rang de héros culturels. Friedrich Tamms (de) exprima l'assentiment officiel du parti dans der Kunst im dritten Reich (L'Art dans le Troisième Reich), et le porte-parole de l'architecture nazie Paul Schultze-Naumburg exprima tout le bien que le mouvement völkisch pensait de l'architecture de Bonatz, qualifiant la gare en pierre de Stuttgart en style roman appuyé construite entre 1913 et 1927 de « bâtiment techniquement moderne au meilleur sens du terme ».
Malgré l'agrément du régime et les commandes qu'il recevait, Bonatz s'enfuit en Turquie aux alentours de 1940, à la suite d'un différend avec Hitler au sujet de ses plans de la gare de Munich. Bonatz construisit de nombreux projets à Ankara entre 1943 et 1947 dont une zone résidentielle de plus de quatre cents unités et l'opéra d'Ankara, avant de retourner en Allemagne pour participer à la reconstruction de Stuttgart et Düsseldorf.
Paul Bonatz s'éteindra le 20 décembre 1956, en Allemagne.

## Son œuvre architectural
- Amtsgericht Mainz, siegreicher Wettbewerbsentwurf 1903 (avec Karl Bonatz)
- Wallstraßenbrücke à Ulm, 1904-1905
- Johanniterschule à Rottweil, 1905–1906 (avec Karl Bonatz)
- erstes eigenes Wohnhaus à Stuttgart, 1907
- Gebäude der Sektkellerei Henkell & Co. (auch gen. „Henkell-Schlösschen“) à Wiesbaden-Biebrich, 1907–1909
- Lerchenrainschule à Stuttgart, 1908–1909
- Universitätsbibliothek à Tübingen, 1910–1912
- Turn- und Festhalle à Feuerbach près de Stuttgart, 1910–1912
- Realprogymnasium/Realschule Aalen, auj. Schubart-Gymnasium, 1910-1912
- Leibniz-Gymnasium à Feuerbach bei Stuttgart, 1910-1914
- Mörike-Gymnasium à Göppingen, 1910-1914
- zweites eigenes Wohnhaus à Stuttgart, 1911–1912
- Stadthalle à Hanovre, 1911–1914
- Büro- und Geschäftshaus der Fa. Reiffenberg & Cie à Cologne, 1912
- Landtag und Staatsministerium à Oldenburg, 1912–1914
- Beteiligung an der Planung des Zeppelindorfs, 1914–1915
- Kesselhaus der Pulverfabrik Rottweil, 1915–1916
- Zeppelin-Saalbau, Friedrichshafen, 1915–1917[1]
- Grabmal für General (von) Lotterer à Ludwigsbourg, 1916
- diverse Entwürfe für Gefallenendenkmäler, 1917 et 1918
- Wohnhaus für den Fabrikanten Fritz Roser à Stuttgart, 1919–1922
- drittes eigenes Wohnhaus à Stuttgart, 1921–1922
- Villa Alfred Vorster à Cologne, 1921–1922
- Villa Herstatt à Cologne, 1921–1923
- Villa Joachim von Ribbentrop in Berlin, 1922–1923
- Verwaltungsgebäude der Gebr. Stumm GmbH, das "Stummhaus", à Düsseldorf, 1922–1925
- Ehrenmal für die Gefallenen des Ersten Weltkrieges auf dem Waldfriedhof à Stuttgart, 1923
- Wohnhaus Liebrecht à Hanovre, 1923–1924
- Villa für Ferdinand Porsche à Stuttgart, 1923–1924
- Villa für den Fabrikanten Fritz Hornschuch, près de Kulmbach, 1924–1925
- Villa für den Fabrikanten Paul Eberspächer à Esslingen, 1925–1926
- Villa für den Antiquitätenhändler Arno Kramer à Bonn, 1926
- Bahnhof à Mettingen (Esslingen am Neckar)
- Talstation der Standseilbahn zum Waldfriedhof à Stuttgart, 1928–1929 (?)
- Gewerbeschule (heutige Fachhochschule) in Geislingen an der Steige, 1928 (avec Karl Bonatz)
- Wohn- und Geschäftshaus am Domkloster à Cologne, 1928
- Regierungsgebäude und „Reichsdankhaus“ am Danziger Platz à Schneidemühl (auj. Piła), 1928
- Schwimmstadion Inselbad in Stuttgart, 1927–1929
- Villa für den Fabrikanten Eickhoff à Bochum, 1928–1929
- Büro- und Geschäftshaus „Richmodishaus“ à Cologne, 1928–1929
- Villa für den Industriellen Springorum à Dortmund, 1928–1929
- Büro- und Geschäftshaus „Zeppelinbau“ à Stuttgart, 1929–1931
- Verwaltungsgebäude Fichtel & Sachs à Schweinfurt, 1931–1933
- Kunstmuseum Basel, 1931–1936
- Rathausturm Kornwestheim à Kornwestheim, 1933–1935
- Adolf-Hitler-Kampfbahn, auj. Mercedes-Benz Arena, à Stuttgart, 1933
- Wohnhaus in der Stuttgarter Kochenhofsiedlung, 1933
- „Kaiser-Wilhelm-Institut für Eisenforschung“ à Düsseldorf, 1934–1935
- Schenkensee-Freibad à Schwäbisch Hall, 1934-1942
- Willy-Sachs-Stadion à Schweinfurt, 1935
- eigenes Ferienhaus à Kornau, 1935–1936
- Verwaltungsgebäude der Maschinenfabrik Gebr. Eickhoff GmbH à Bochum, 1937–1939
- Schloss Neumühle für den Grafen von der Schulenburg-Wolfsburg près de Tangeln, 1938–1942
- Elbebrücke Vockerode, 1935
- Donaubrücke Leipheim, 1935
- Elbebrücke Hohenwarthe|près de Magdebourg, 1935
- Saalebrücke Rudolphstein près de Hirschberg, 1936
- Waschmühltalbrücke près de Kaiserslautern, 1935–1937
- Autobahnbrücke über das Lauterbachtal bei Kaiserslautern, 1935–1937
- Kunstbauten des Autobahn-Albabstiegs am Drackensteiner Hang , 1935–1937
- Teufelstalbrücke près de Hermsdorf (Thuringe), 1936–1938
- Autobahnbrücke über das Lahntal près de Limburg an der Lahn, 1937
- Rodenkirchener Rheinbrücke à Cologne, 1938–1941
- Umbau des Ausstellungszentrums zum Opernhaus Opera Sahnesi à Ankara (Turquie), 1947–1948
- Rosenbergbrücke à Heilbronn, 1950
- Opernhauses à Düsseldorf, 1954–1956
- Stuttgarter Kunstgebäudes, 1955–1956

## Distinctions
- Adhésion à l'ordre Pour le Mérite à partir du 31 mai 1952[2].

## Galerie photographique

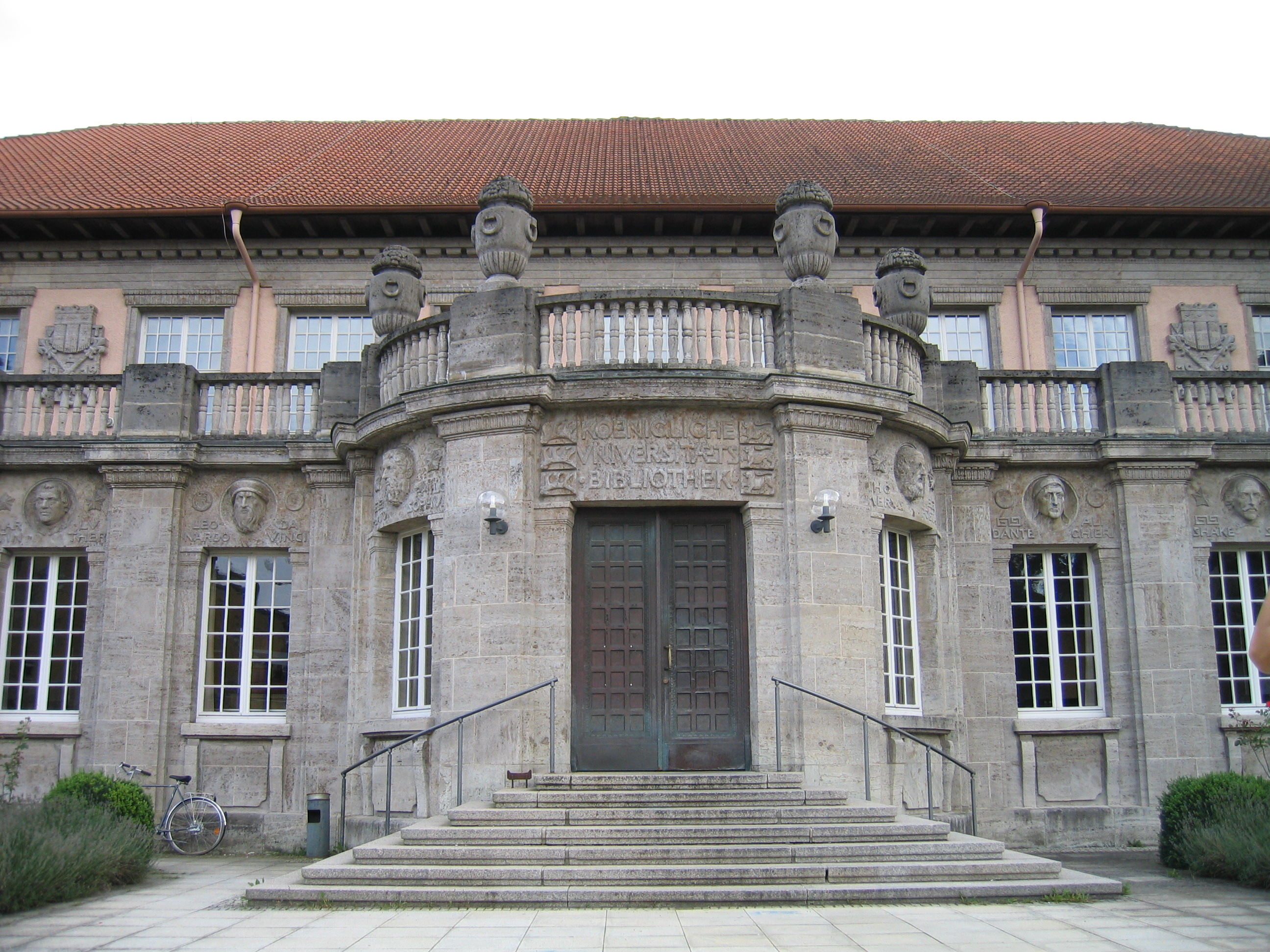
Bonatzbau der Universitätsbibliothek Tübingen, 1910–1912
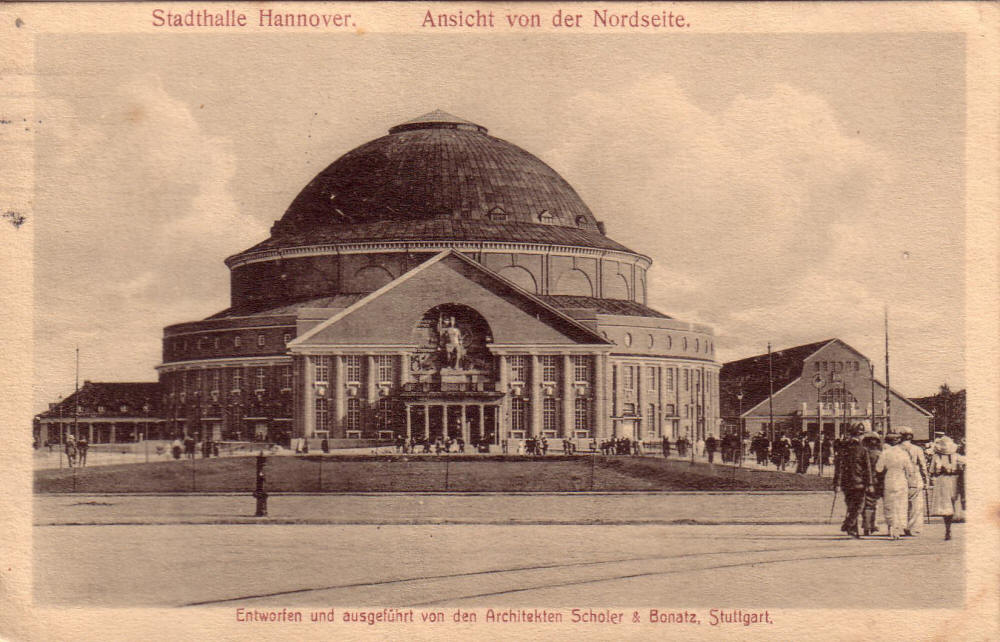
Stadthalle de Hanovre, 1911–1914
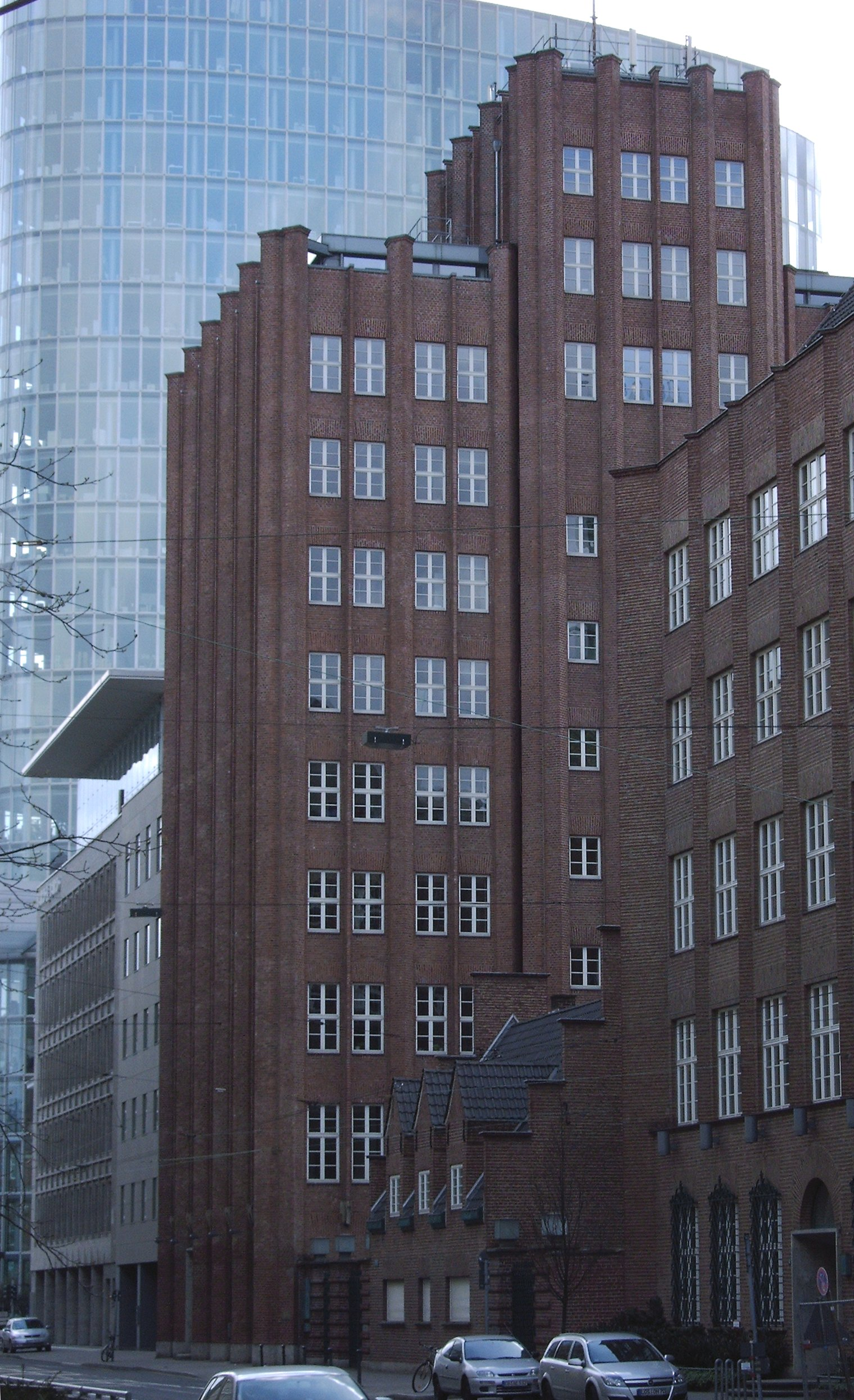
Verwaltungsgebäude der Gebr. Stumm GmbH à Düsseldorf, 1922-1925
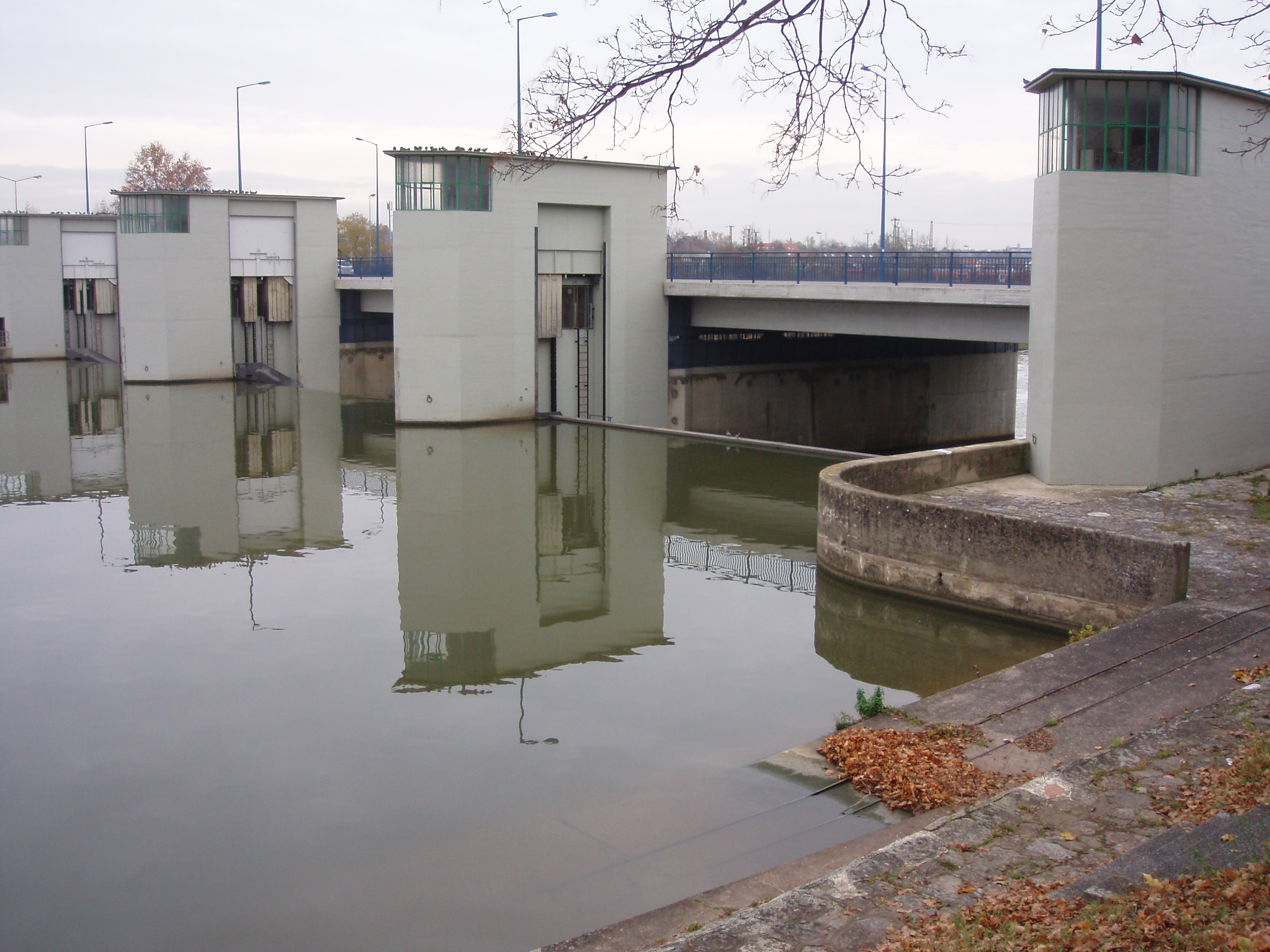
Neckarstaustufe à Heilbronn, 1929
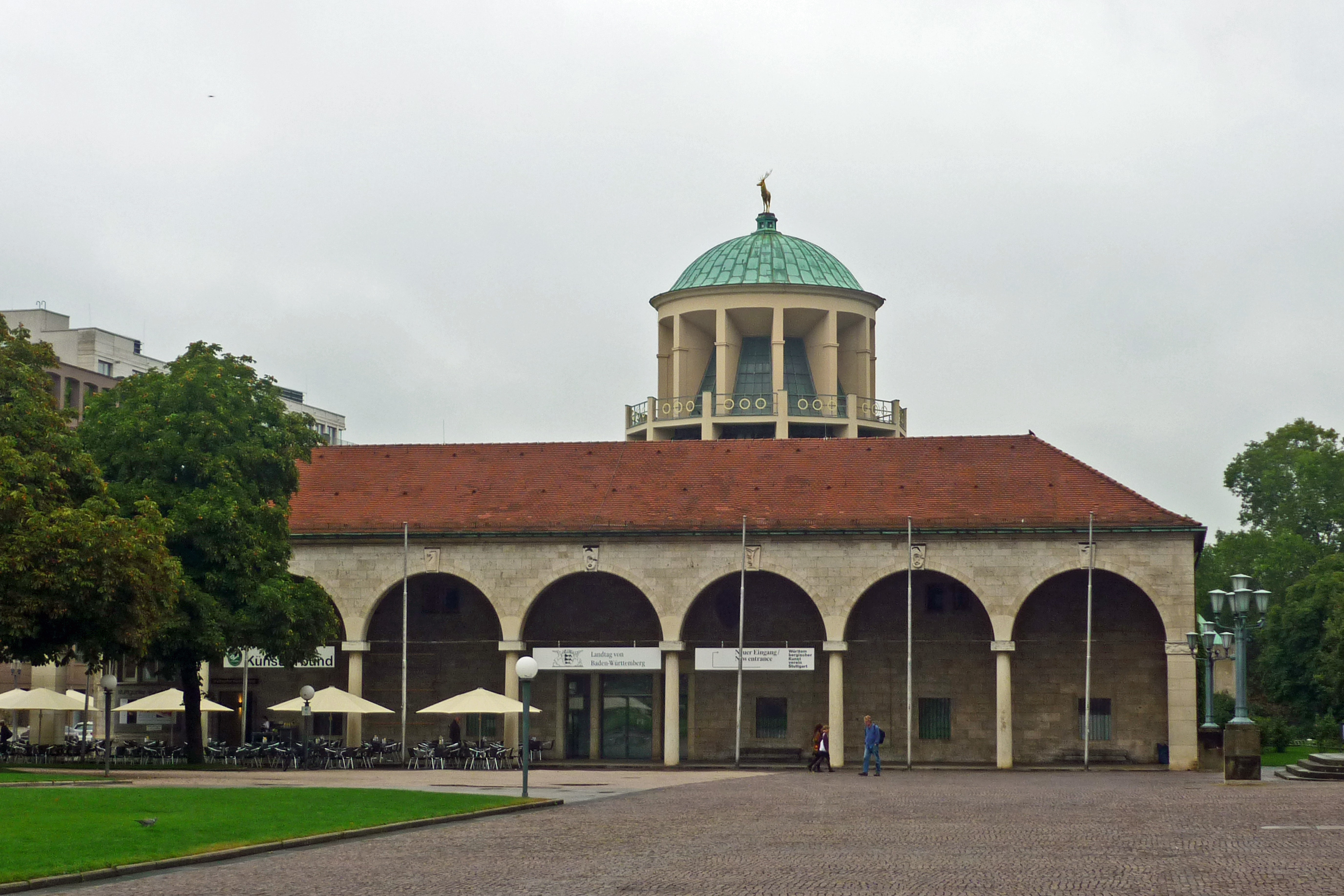
Wiederaufbau des Kunstgebäudes à Stuttgart, 1956–1961
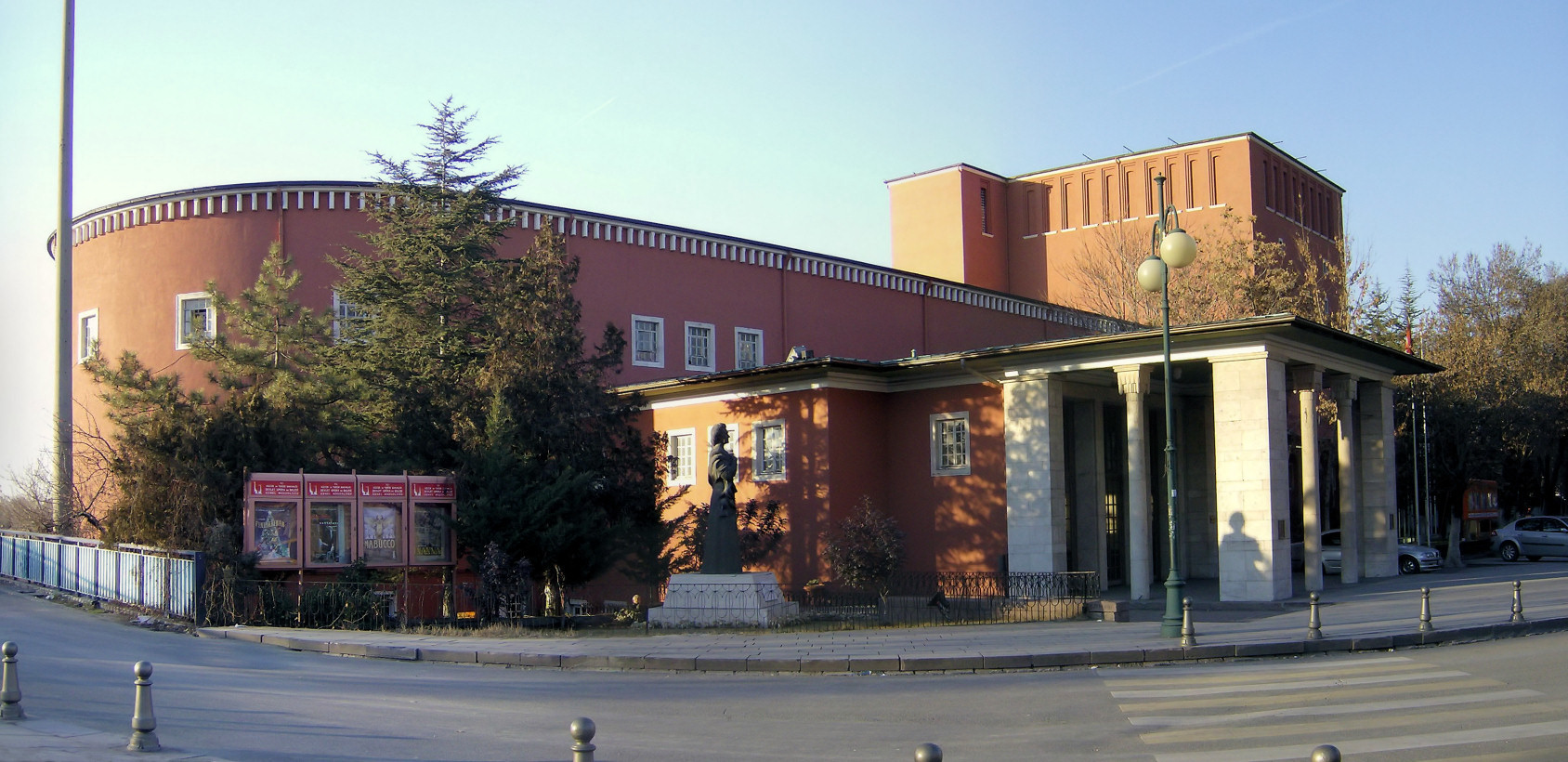
Opernhaus à Ankara, 1947–1948
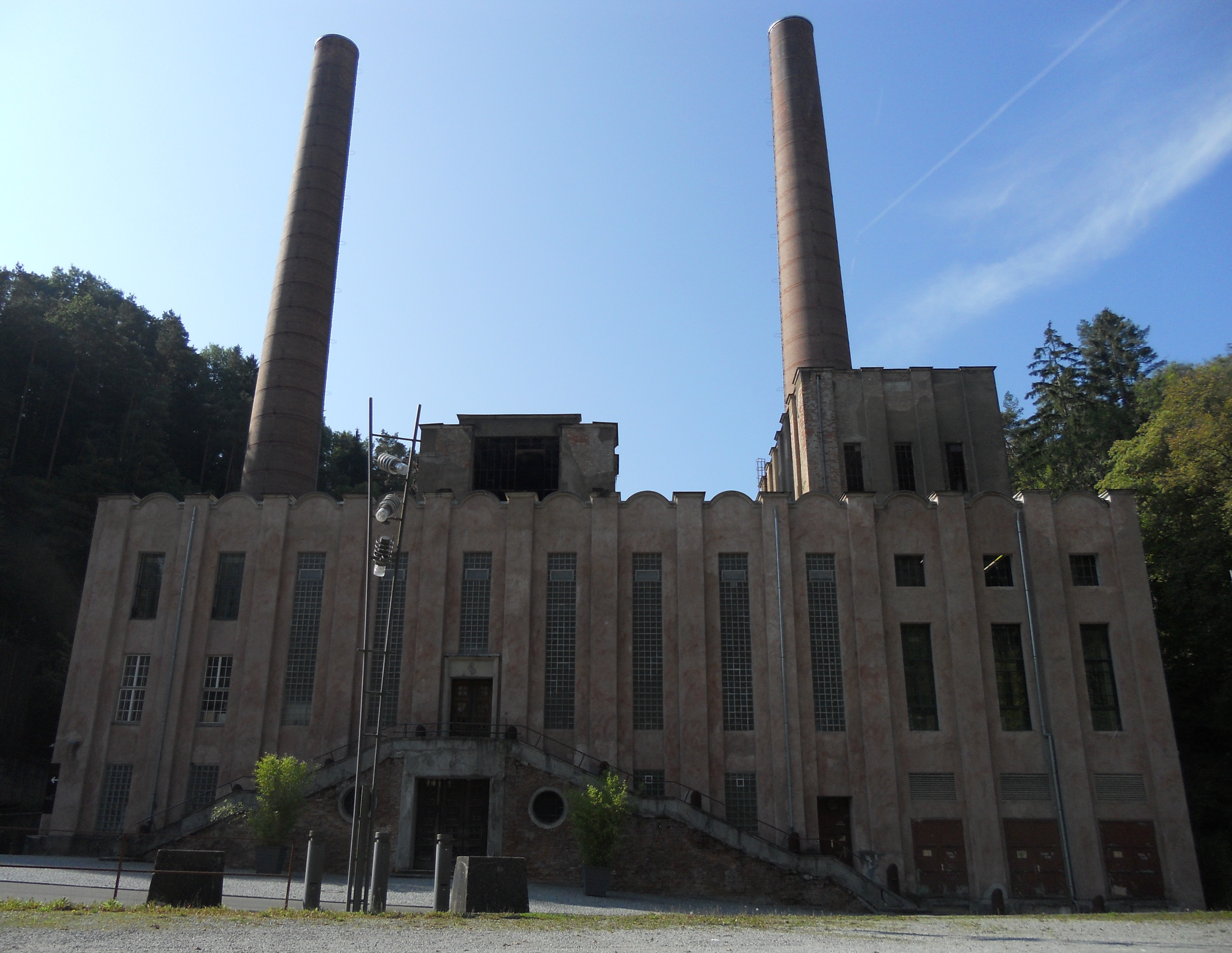
Kraftwerk der Pulverfabrik Rottweil, 1915-1916
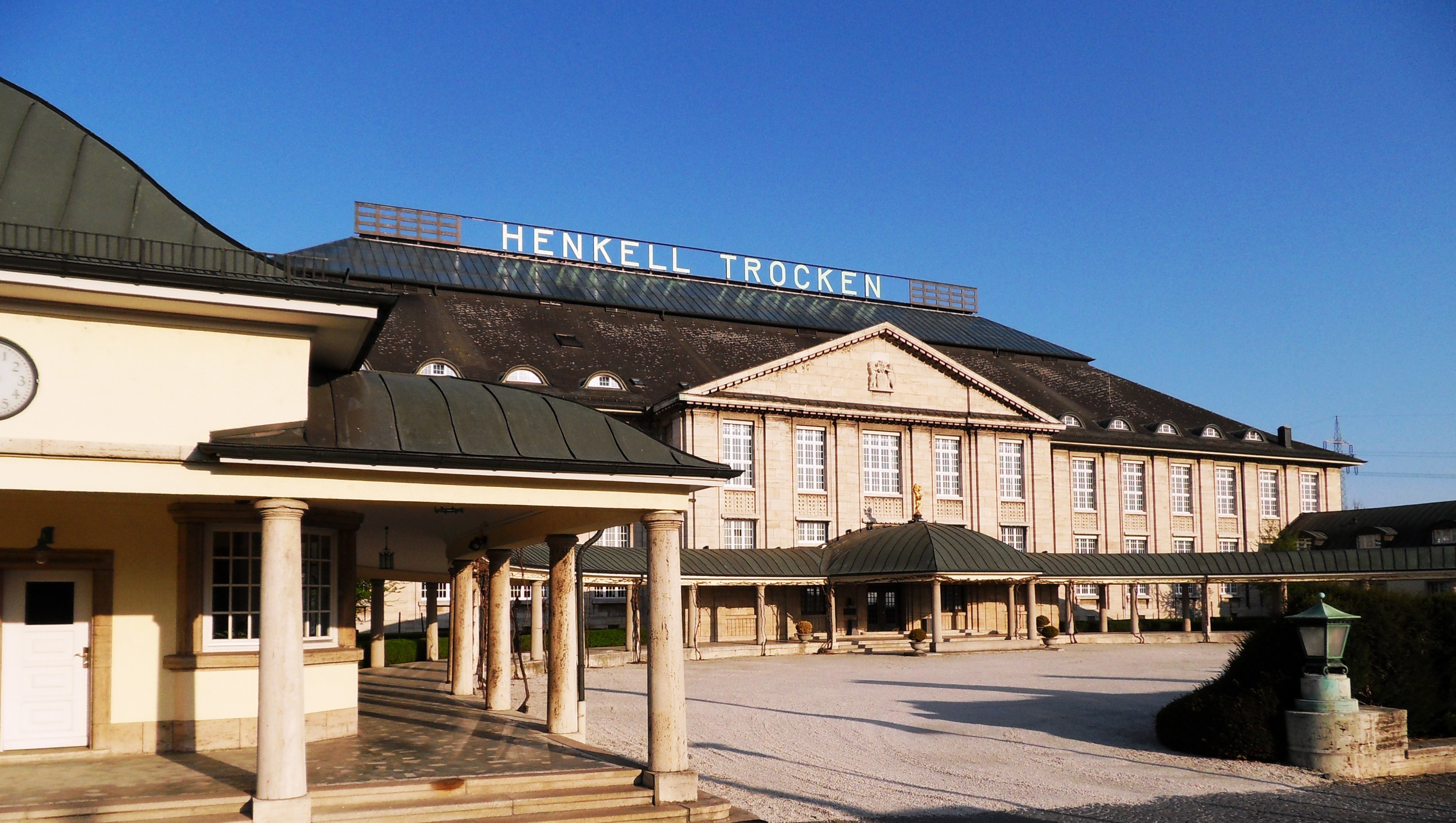
Sektkellerei Henkell à Wiesbaden
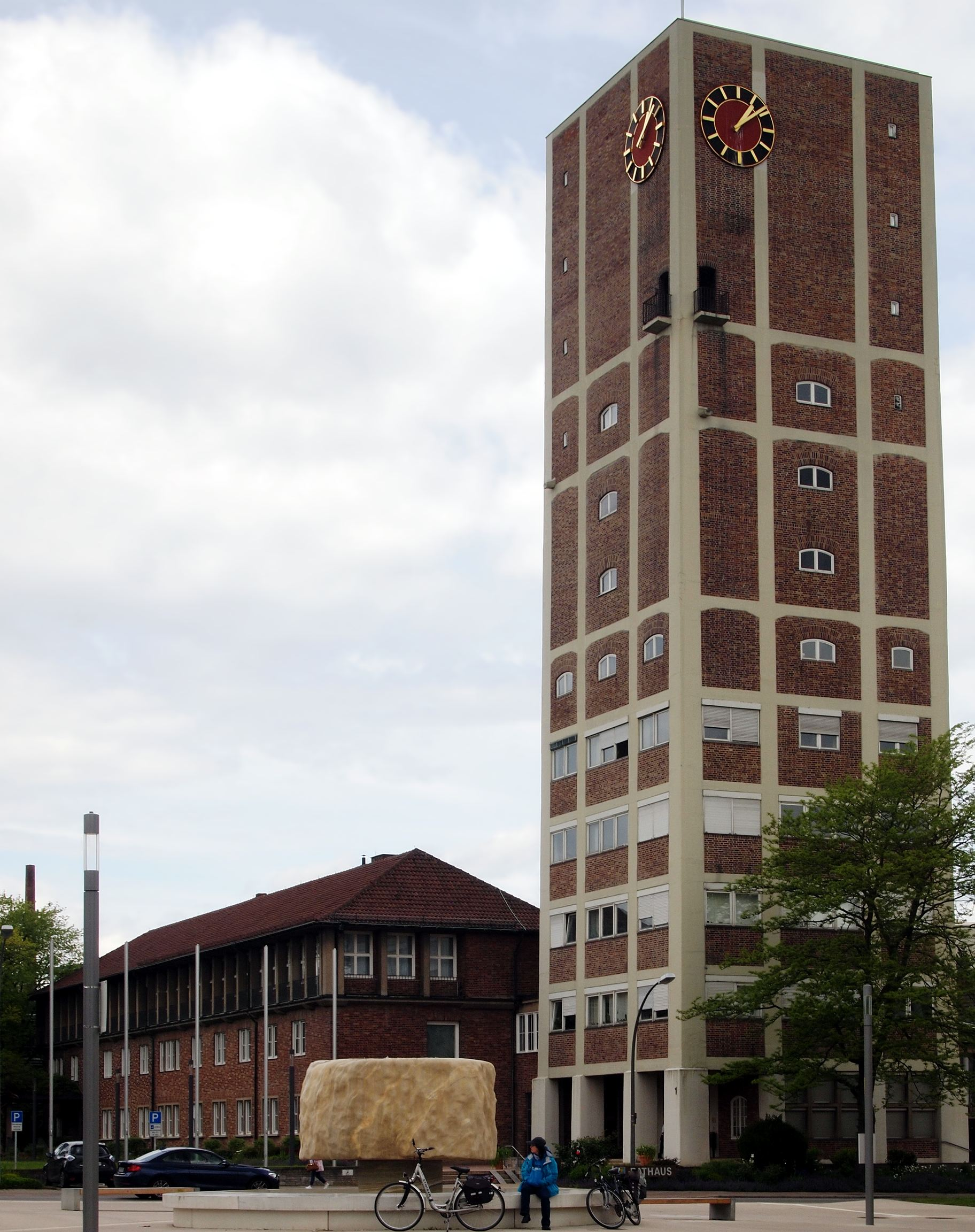
Hôtel de ville et château d’eau à Kornwestheim

## Sources
- Helmut Gebhard über Paul Bonatz. In: Winfried Nerdinger: Süddeutsche Bautradition im 20. Jahrhundert. Architekten der Bayerischen Akademie der Schönen Künste. Georg D. W. Callwey, München 1985 (p. 119–123).
- Gerd Kaldewei (dir.): Paul Bonatz (1877–1956). Bauten und Projekte im Norden (= Schriften der Museen der Stadt Delmenhorst, Reihe Stadtmuseum, 7). Aschenbeck & Holstein, Delmenhorst, 2005.
- Fernanda de Maio: wasser_werke. Paul Bonatz. Die Neckarstaustufen. 2. Auflage, Merz + Solitude, 2001.
- Roland May: Pontifex maximus. Der Architekt Paul Bonatz und die Brücken. Monsenstein und Vannerdat, Münster i.W. 2011.
- Matthias Roser: Der Stuttgarter Hauptbahnhof. Ein vergessenes Meisterwerk der Architektur. Silberburg Verlag, Stuttgart 1987.
- Matthias Roser: Paul Bonatz. Wohnhäuser. Hatje, Stuttgart 1992.
- Matthias Roser: Der Stuttgarter Hauptbahnhof. Vom Kulturdenkmal zum Abrisskandidaten? Schmetterling, Stuttgart, 2008.
- Wolfgang Voigt, Roland May (dir.): Paul Bonatz (1877–1956). Wasmuth, Tübingen, 2010.
- Ralf Werner Wildermuth: Der Bonatzbau der Universitätsbibliothek Tübingen. Funktionelle Bibliotheksarchitektur am Anfang des 20. Jahrhunderts (= Contubernium. Band 30). Mohr, Tübingen, 1985.